# Höhenforschungsrakete

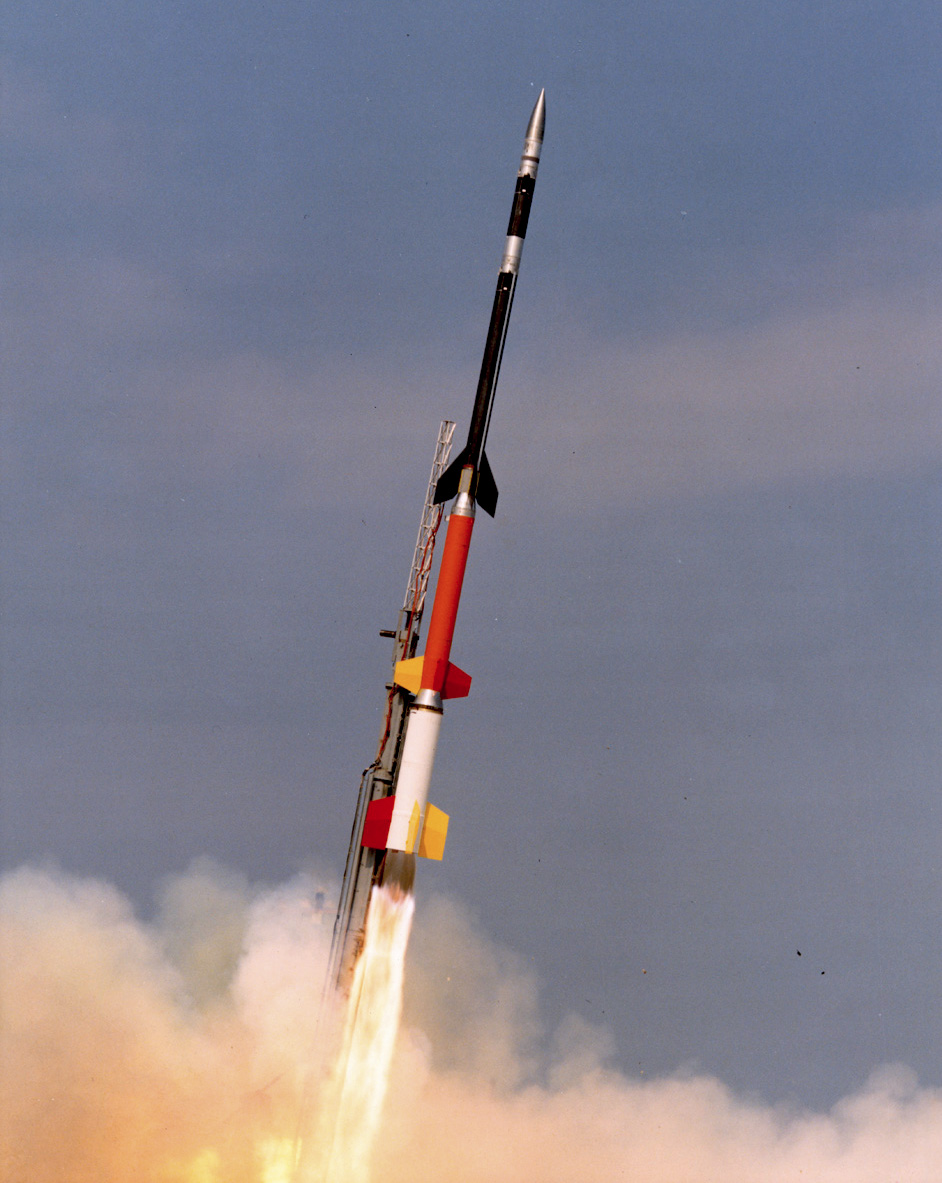
Start einer kanadischen Black Brant-12 Forschungsrakete

Eine Höhenforschungsrakete (auch Forschungsrakete oder Höhenrakete genannt) ist eine unbemannte Rakete, mit deren Hilfe physikalische Messungen in der Atmosphäre durchgeführt werden. Dies sind meist meteorologische Messungen, wie solche des Luftdrucks, der Temperatur oder der Windgeschwindigkeit, aber auch andere Messungen, wie die Untersuchung der elektrischen Eigenschaften der Ionosphäre.
Daneben werden mit Hilfe von Höhenforschungsraketen auch astronomische Beobachtungen oder materialwissenschaftliche Untersuchungen durchgeführt.

## Eigenschaften
Eine Höhenforschungsrakete ist in der Regel ein ballistischer Flugkörper, der aus einer antreibenden Feststoffrakete und einem aufgesetzten Nutzlastbehälter besteht. Die Vorbereitungen zum Start sind wesentlich einfacher als z. B. in der Raumfahrt.
Als Nutzlast werden Messinstrumente für wissenschaftliche Forschungen in Höhen zwischen 45 km und über 1.200 km befördert. Je nach Zielsetzung können folgende Instrumente eingesetzt werden:
- Kameras zur Erd- oder Himmelsbeobachtung
- Temperatursensoren
- Drucksensoren
- Spektrometer aller Art (auch Massenspektrometer und Gaschromatografen)
- Peilsender (können mit den zur Telemetrie verwendeten Sendern identisch sein)
- Radioempfänger – zur Vermessung der Ionosphäre
- Instrumente für Schwerelosigkeits-Experimente.

In vielen Fällen fallen die Messinstrumente nach ihrem Höheneinsatz an Fallschirmen zurück zur Erde, um dort geborgen und deren Messungen ausgewertet zu werden, andererseits können die Messdaten auch per Funk übermittelt werden.
Als Raketen können prinzipiell gelenkte oder ungelenkte Flüssigkeits-, Hybrid- oder Feststoffraketen eingesetzt werden. Aus Kostengründen werden heute als Höhenforschungsraketen – sofern das Experiment keine besondere Ausrichtung erfordert – meist ungelenkte Feststoffraketen verwendet; gelenkte Feststoffraketen werden nur verwendet für Experimente, die eine exakte Flugbahn benötigen. Flüssigkeits- und Hybridraketen werden gelegentlich für schwerere Nutzlasten verwendet.
Höhenforschungsraketen werden oft von mobilen Abschusseinrichtungen aus gestartet, um ihren Einsatzradius deutlich erweitern zu können.

## Besondere Experimente
Zur Messung von Windgeschwindigkeiten wird entweder die Position einer Messkapsel bestimmt, die an einem Fallschirm zur Erde zurückkehrt und auch andere Messgeräte (z. B. zur Bestimmung der Temperatur) besitzen kann, oder es werden metallbeschichtete Kunststoffstreifen abgeworfen, deren Flugbahn mit einem Radargerät verfolgt werden kann. Auch die Erzeugung künstlicher Wolken, z. B. aus Titandioxid ist hierfür möglich.
Um das Magnetfeld der Erde zu vermessen, werden Kanister mit Alkali- oder Erdalkalimetallen mitgeführt, die am Gipfelpunkt der Bahn zur Explosion gebracht werden. Durch die Sonnenstrahlung werden diese leicht ionisierbaren Elemente ionisiert, und die geladenen Ionen verteilen sich in Abhängigkeit von den Feldlinien.

## Dual Use
Aufgrund der großen militärischen Bedeutung ballistischer Raketentechnologie gab es schon immer eine enge Beziehung zwischen Höhenforschungs- und militärischen Raketen. Es handelt sich um eine typische Dual-Use-Technologie, die sowohl für zivile als auch für militärische Zwecke genutzt werden kann. Während des Kalten Krieges kooperierte die Bundesrepublik Deutschland auf diesem Gebiet mit Ländern, die den Atomwaffensperrvertrag damals noch nicht unterzeichnet hatten, wie Brasilien, Argentinien und Indien. Im Zuge von Recherchen der deutschen Friedensbewegung wurde diese Zusammenarbeit 1983 von einer Gruppe von Physikern aufgedeckt. Die dadurch in Gang gesetzte internationale Diskussion führte zur Entwicklung des Raketentechnologie-Kontrollregimes (Missile Technology Control Regime MTCR) auf Ebene der G7-Staaten. Seitdem werden im Rahmen des MTCR Listen von technologischen Gütern erstellt, deren Ausfuhr strengen Kontrollen unterworfen ist.

## Beispiele von Höhenforschungsraketen
| Name                                       | Länge  | Durchmesser | Startmasse (davon Nutzlast) | Schub     | Flughöhe     | Flüge     | Erstflug           | Letzter Flug       | Organisation                   | Land               |
| ------------------------------------------ | ------ | ----------- | --------------------------- | --------- | ------------ | --------- | ------------------ | ------------------ | ------------------------------ | ------------------ |
| AwiaWNITO                                  | 3,22 m | 30 cm       | 97 kg (10 kg)               | 2942 N    | 2,4 bis 3 km | Unbekannt | 06. April 1935     | Unbekannt          | /                              | Sowjetunion        |
| Deacon                                     | 3,28 m | 16 cm       | 93 kg (17 kg)               | 27 kN     | 20 km        | 95        | 01. April 1947     | 26. August 1958    | Unbekannt                      | Vereinigte Staaten |
| Aerobee (ursprünglich Aerojet General X-8) | 7,8 m  | 38 cm       | 727 kg (68 kg)              | 18 kN     | 117,5 km     | circa 165 | 24. April 1947     | 1958               | Aerojet                        | Vereinigte Staaten |
| Arcas                                      | 2,3 m  | 11 cm       | 34 kg (4,5 kg)              | 1500 N    | 64 km        | > 6000    | 04. November 1958  | 26. September 1975 | Atlantic Research Corporation  | Vereinigte Staaten |
| Asp                                        | 3,68 m | 17 cm       | 111 kg (11 kg)              | 42 kN     | 110 km       | 30        | 01. Dezember 1955  | 14. Juni 1962      | Cooper Development Corporation | Vereinigte Staaten |
| Nike Cajun                                 | 7,7 m  | 42 cm       | 698 kg (23 kg)              | 246 kN    | 120 km       | 714       | 06. Juli 1956      | 06. Oktober 1976   | University of Michigan, NACA   | Vereinigte Staaten |
| M-100                                      | 8,34 m | 25 cm       | 475 kg (15 kg)              | Unbekannt | 90 km        | > 6640    | 11. Juli 1957      | 01. Dezember 1986  | GMS                            | Sowjetunion        |
| Nike Apache                                | 8,31 m | 42 cm       | 728 kg (36 kg)              | 217 kN    | 200 km       | 893       | 18. März 1958      | 28. November 1980  | Sandia                         | Vereinigte Staaten |
| Argo E-5 (auch "Jason")                    | 17,5 m | 58 cm       | 3330 kg (57 kg)             | 365 kN    | 800 km       | 22        | 11. Juli 1958      | 02. September 1958 | Aerolab                        | Vereinigte Staaten |
| Argo D-4 (auch "Javelin")                  | 14,8 m | 58 cm       | 3385 kg (60 kg)             | 365 kN    | > 1100 km    | 85        | 7. Juli 1959       | 18. Juli 1976      | Aerolab                        | Vereinigte Staaten |
| Loki                                       | 2,63 m | 7,6 cm      | 13 kg (3 kg)                | 9030 N    | 75 km        | > 3544    | 13. Oktober 1959   | 25. August 1960    | Aerojet, GCR                   | Vereinigte Staaten |
| Argo D-8 (auch "Journeyman")               | 18,9 m | 79 cm       | 6300 kg (Unbekannt)         | Unbekannt | 3000 km      | > 8       | 19. September 1960 | 30. Juni 1965      | Aerolab                        | Vereinigte Staaten |
| Meteor                                     | 2,47 m | 12 cm       | 32,5 kg (Unbekannt)         | 14 kN     | 36,5 km      | 177       | 01. Januar 1963    | 15. September 1973 | Poland Aviation Institute      | Polen              |
| MMR06                                      | 3,48 m | 20 cm       | 130 kg (5 kg)               | Unbekannt | 60 km        | > 62      | 13. Oktober 1969   | 10. April 1992     | GMS                            | Sowjetunion        |

Weitere Modelle:
- Astrobee
- Black Brant
- Blue Scout Junior
- Cajun
- Lockheed X-17
- Nike Tomahawk
- Orion
- Sidewinder-Arcas
- Sispre
- Skylark
- T-7
- Terrier
- Tianying
- Zenit